# Khả Phong
Khả Phong là một xã thuộc thị xã Kim Bảng, tỉnh Hà Nam, Việt Nam.

## Địa lý
Xã Khả Phong có diện tích 11,45 km², dân số năm 2023 là 6.816 người, mật độ dân số đạt 595 người/km².

## Hành chính
Xã Khả Phong được chia thành 4 thôn: Đông, Đoài, Khuyến Công, Vồng.

## Lịch sử
Ngày 23 tháng 2 năm 1977, Phủ Thủ tướng ban hành Quyết định số 617-VP18 về việc sáp nhập xã Ba Sao vào xã Khả Phong.
Ngày 10 tháng 1 năm 1984, Hội đồng Bộ trưởng ban hành Quyết định số 2-HĐBT về việc thành lập xã Ba Sao trên cơ sở 3 thôn Tam Trúc, Cốc Nội, Cốc Thôn của xã Khả Phong.
Sau khi phân vạch địa giới hành chính, xã Khả Phong còn 3 thôn: Khả Phong, Khuyến Công, Vồng.
Ngày 17 tháng 3 năm 2018, HĐND tỉnh Hà Nam ban hành Nghị quyết số 15/NQ-HĐND về việc:
- Thành lập thôn Khuyến Công trên cơ sở 7 xóm: 1, 2, 3, 4, 5, 6, 7.
- Thành lập Thôn Đông trên cơ sở 5 xóm: 9, 10, 11, 12, 13.
- Thành lập Thôn Đoài trên cơ sở 3 xóm: 14, 15, 16.
- Đổi tên Xóm 8 thành Thôn Vồng.

Ngày 14 tháng 11 năm 2024, Ủy ban Thường vụ Quốc hội ban hành Nghị quyết số 1288/NQ-UBTVQH15 về việc sắp xếp đơn vị hành chính cấp huyện, cấp xã của tỉnh Hà Nam giai đoạn 2023 – 2025 (nghị quyết có hiệu lực từ ngày 1 tháng 1 năm 2025). Theo đó, thành lập thị xã Kim Bảng thuộc tỉnh Hà Nam. Xã Khả Phong trực thuộc thị xã Kim Bảng.